# First Homme
First Homme é o segundo extended play do grupo masculino sul-coreano ZE:A. O EP foi oficialmente lançado em 2 de junho de 2014 pela Star Empire Entertainment.

## Lançamento
Em 23 de maio de 2014, a Star Empire Entertainment anunciou que ZE:A iria realizar seu primeiro retorno após um ano e quatro meses de inatividade. Após o anúncio, o grupo revelou a capa de seu novo extended play, First Homme, bem como a lista de faixas do EP e diversos teasers.
O videoclipe para o single Breathe e o extended play First Homme, que consiste em seis faixas originais, foram lançados em 2 de junho de 2014. A apresentação de retorno do grupo ocorreu em 7 de junho no programa Show! Music Core.

## Lista de faixas
| N.º            | Título                   | Letras                         | Música                       | Arranjo        | Duração |  |
| 1.             | "First Homme"            |                                | e.one                        | Jung Ho-hyun   | 0:14    |  |
| 2.             | "Wobble (삐끗 삐끗)"     | Ha Min-woo e.one Urban Cllasik | e.one                        | Jung Ho-hyun   | 3:22    |  |
| 3.             | "Breathe (숨소리)"       | Brave Brothers                 | Brave Brothers GALACTIKA     | GALACTIKA      | 3:08    |  |
| 4.             | "St:Dagger (비틀비틀)"   | Brave Brothers                 | GALACTIKA                    | GALACTIKA      | 3:24    |  |
| 5.             | "One"                    | e.one Kevin Kim Urban Cllasik  | Park Hyung-sik Urban Cllasik | Jung Ho-hyun   | 3:25    |  |
| 6.             | "Breathe (instrumental)" | e.one Kevin Kim Urban Cllasik  | Brave Brothers GALACTIKA     | GALACTIKA      |         |  |
| Duração total: | Duração total:           | Duração total:                 | Duração total:               | Duração total: | 17:08   |  |